# Marija Milutinović Punktatorka
Marija Milutinović Punktatorka, född 1810, död 1875, var en serbisk jurist. Hon var Serbiens och världens första kvinnliga advokat. 
Hon fick år 1847 dispens för att verka som advokat. Hon åtog sig exklusivt uppdrag för filantropiska ändamål. 